# Nápolyi-öböl
A Nápolyi-öböl (olaszul Golfo di Napoli) a Tirrén-tenger egyik öble Olaszország délnyugati partja mentén, Campania régióban. Északról a Pozzuoli-öböl valamint Nápoly határolja, keleten a Vezúv, délen pedig a Sorrentói-félsziget. Szigetei: Capri, Ischia, Nisida és Procida. Az öböl partján fekvő települések illetve szigetei kedvelt turista célpontok.